# Горній Мацель
46°16′ пн. ш. 15°51′ сх. д. / 46.26° пн. ш. 15.85° сх. д.
Горній Мацель (хорв. Gornji Macelj) — населений пункт у Хорватії, у Крапинсько-Загорській жупанії у складі громади Джурманець.

## Населення
Населення за даними перепису 2011 року становило 204 осіб.
Динаміка чисельності населення поселення:

## Клімат
Середня річна температура становить 9,74 °C, середня максимальна – 23,91 °C, а середня мінімальна – -6,31 °C. Середня річна кількість опадів – 1096 мм.
| Клімат поселення                              | Клімат поселення | Клімат поселення | Клімат поселення | Клімат поселення | Клімат поселення | Клімат поселення | Клімат поселення | Клімат поселення | Клімат поселення | Клімат поселення | Клімат поселення | Клімат поселення | Клімат поселення |
| Показник                                      | Січ.             | Лют.             | Бер.             | Квіт.            | Трав.            | Черв.            | Лип.             | Серп.            | Вер.             | Жовт.            | Лист.            | Груд.            |                  |
| Середній максимум, °C                         | 5,79             | 7,40             | 11,43            | 15,65            | 20,66            | 23,91            | 22,89            | 22,18            | 18,28            | 13,07            | 7,62             | 4,13             |                  |
| Середня температура, °C                       | −0,25            | 1,36             | 5,38             | 9,60             | 14,61            | 17,86            | 19,60            | 18,89            | 14,98            | 9,76             | 4,33             | 0,84             |                  |
| Середній мінімум, °C                          | −6,31            | −4,68            | −0,66            | 3,57             | 8,55             | 11,83            | 16,28            | 15,59            | 11,68            | 6,46             | 1,02             | −2,47            |                  |
| Норма опадів, мм                              | 51               | 57               | 76               | 84               | 94               | 127              | 112              | 106              | 106              | 103              | 101              | 79               |                  |
| Середньомісячна швидкість вітру, м/с          | 1.71             | 1.90             | 2.30             | 2.30             | 2.19             | 1.95             | 1.89             | 1.70             | 1.69             | 1.76             | 1.86             | 1.81             |                  |
| Середньомісячна сонячна радіація, кДж/м²·день | 4125             | 6841             | 10483            | 14722            | 18729            | 20498            | 21138            | 18353            | 13672            | 8569             | 4549             | 3253             |                  |
| --------------------------------------------- | ---------------- | ---------------- | ---------------- | ---------------- | ---------------- | ---------------- | ---------------- | ---------------- | ---------------- | ---------------- | ---------------- | ---------------- | ---------------- |
| Джерело:                                      |                  |                  |                  |                  |                  |                  |                  |                  |                  |                  |                  |                  |                  |